# Amesdorf
Amesdorf è una frazione della città tedesca di Güsten situata nel land della Sassonia-Anhalt.
Fino al 1º gennaio del 2010 era comune autonomo.